# Hagenbach (Francja)
Hagenbach – miejscowość i gmina we Francji, w regionie Grand Est, w departamencie Górny Ren.
Według danych na rok 1990 gminę zamieszkiwało 595 osób, 124 os./km².